# Werner Taiber
Werner Taiber (* 12. Dezember 1961 in Dortmund) war Vorstandsmitglied der WestLB.

## Berufliche Laufbahn
Werner Taiber studierte nach seinem Abitur von 1981 bis 1987 an den Universitäten in Dortmund und Münster (Westfalen) Betriebswirtschaft mit dem Abschluss Diplom-Kaufmann. 
Anschließend war er bei der WestLB bis 1990 im Bereich Investmentbanking tätig, zuletzt als Hauptsachbearbeiter Kredite.
Ab 1990 bis 1997 war er Produktbetreuer für Auslandsemissionen, das Deal Desk, die Derivate sowie für den Kapitalmarkt Deutschland, zuletzt Leiter der Kundenbetreuung Supras/Auslandsemissionen Deal Desk. Von 1998 bis 2001 leitete er das Frequent Borrower Desk, zuständig für häufige Kreditnehmer, und den Bereich WestLB-Emissionen, anschließend bis 2003 führte er den Bereich Produkte-Primärmärkte. Von 2004 bis 2005 war er Leiter des Geschäftsbereichs Debt Capital Markets.
Im September 2005 wurde er zum Mitglied des Bereichsvorstandes Investmentbanking berufen, im Januar 2006 zum Leiter des Geschäftsbereichs Global Distribution. Seit Juni 2006 war er Mitglied des Vorstandes der WestLB. Er war dort verantwortlich für die Bereiche Research, Mittelstands- und Großkunden, sowie zusammen mit Robert M. Stein für Global Markets, Business Management, Corporate Finance und Global Origination. Nach der Aufspaltung der WestLB zum 30. Juni 2012 schied er am 31. August 2012 aus dem Vorstand des Nachfolgeinstituts Portigon AG aus.